# لوکا مانیرو (بازیکن فوتبال، زاده ۱۹۹۵)
لوکا مانیرو (انگلیسی: Luca Maniero؛ زادهٔ ۱۲ ژوئن ۱۹۹۵) بازیکن فوتبال است.
از باشگاه‌هایی که در آن بازی کرده‌است می‌توان به باشگاه فوتبال پادوا، باشگاه فوتبال اینتر میلان، و باشگاه فوتبال پالرمو اشاره کرد.